# Kunstpreis der Stadt Ingolstadt
Der Kunstpreis der Stadt Ingolstadt wird seit 1961 als Anerkennung für Leistungen auf den Gebieten der bildenden Künste, der Architektur, der Musik, der Literatur oder der künstlerischen Interpretation verliehen. Preisträger sind Personen, die in Ingolstadt geboren oder ansässig sind oder zum Kulturleben Ingolstadts in besonderer Beziehung stehen. Der Preis kann auch an Personenmehrheiten, die eine gemeinsame künstlerische Leistung erbringen, verliehen werden. Die Stadt Ingolstadt verleiht jährlich einen Kultur- oder Kunstpreis, der mit jeweils 6.000 Euro dotiert ist. Das Vorschlagsrecht für die Verleihung der Preise haben der Oberbürgermeister (derzeit, 1/2021, Christian Scharpf), die Fraktionen des Stadtrates der Stadt Ingolstadt und die Mitglieder einer Kommission, die Anregungen aus allen Bevölkerungskreisen entgegennehmen können. Über die Vergabe des Preises entscheidet schließlich der Stadtrat.
Neben dem Kunstpreis werden in Ingolstadt auch der Kulturpreis, der Jazzförderpreis, die Goldene Bürgermedaille und der Marieluise-Fleißer-Preis verliehen.

## Preisträger
- 1961: Marieluise Fleißer
- 1962: Gustav Schneider
- 1963: Knut Schnurer
- 1968: Liselotte Spreng[3]
- 1970: Ingolstädter Motettenchor
- 1971: Ingolstädter Kammerorchester
- 1975: Rudolf Günter Langer
- 1991: Matthias Schlüter
- 1995: Pius Eichlinger
- 1996: Konrad Kulke
- 1999: Käte Krakow
- 2004: Gerda Wanda Pohley
- 2008: Klaus W. Sporer
- 2010: Franz Hummel
- 2012: Ludwig Hauser
- 2019: Werner Kapfer
- 2021: Thomas Neumaier[4]
- 2022: Lisa Batiashvili
- 2024: Stefan Wanzl-Lawrence

## Kunstförderpreis
Zusätzlich zum Kultur- oder Kunstpreis kann jährlich ein mit 3.000 Euro dotierter Kunstförderpreis verliehen werden. Der Kunstförderpreis wird für Leistungen auf den Gebieten der bildenden Künste, der Architektur, der Musik, der Literatur oder der künstlerischen Interpretation verliehen. Gewürdigt wird nicht ein bestimmtes Werk, sondern die künstlerische Persönlichkeit, deren Schaffen eine fortschreitende Entwicklung verspricht.
Preisträger:
- 1980: Antonia Löhlein-Linder
- 1981: Peter Skodawessely
- 1984: Franz Hauk
- 1985: Herbert Kapfer
- 1986: Michael Graßl
- 1987: Claudia Losch
- 1988: Jugendkammerchor Ingolstadt e. V.
- 1997: Thomas Neumaier
- 2000: Roland Glassl
- 2002: Reiner Leist
- 2003: Slut
- 2019: Markus Jordan
- 2020: Beate Diao
- 2021: Paula Gendrisch
- 2022: Fredrik Lindqvist
- 2023: Kevin und Tobias Schmutzler
- 2024: Reinhard Dorn